# Fastnet Rock

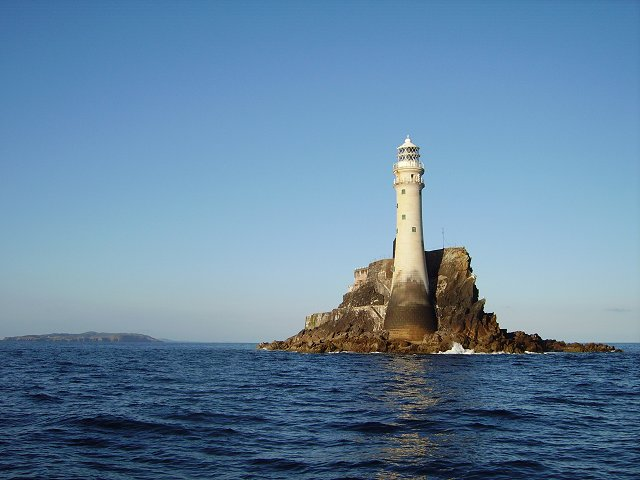
Fastnet Rock

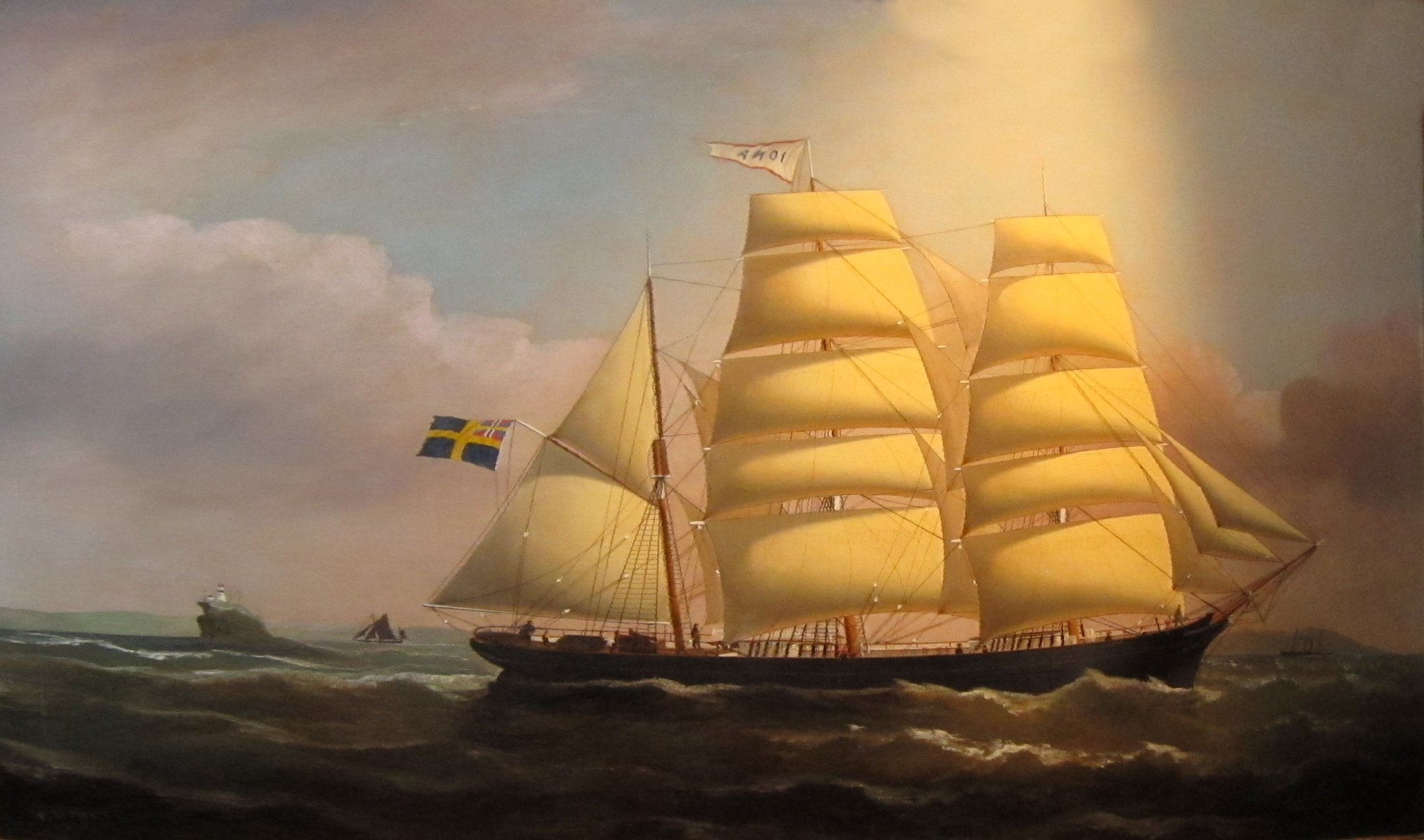
Den svenska barken Iona vid Fastnet Rock utanför Irlands kust, 1888. Målning av William H. Yorke

Fastnet Rock, irländska: Carraig Aonair (ensam klippa), är en klippö utanför Irlands kust (position 51°23′9″N 9°36′1″V / 51.38583°N 9.60028°V), mest berömd som vändningspunkt för Fastnet Race. Ön har fyrstationen Fastnet som ett varningsmärke för sjöfarten.